# احتجاجات جاكرتا (نوفمبر 2016)

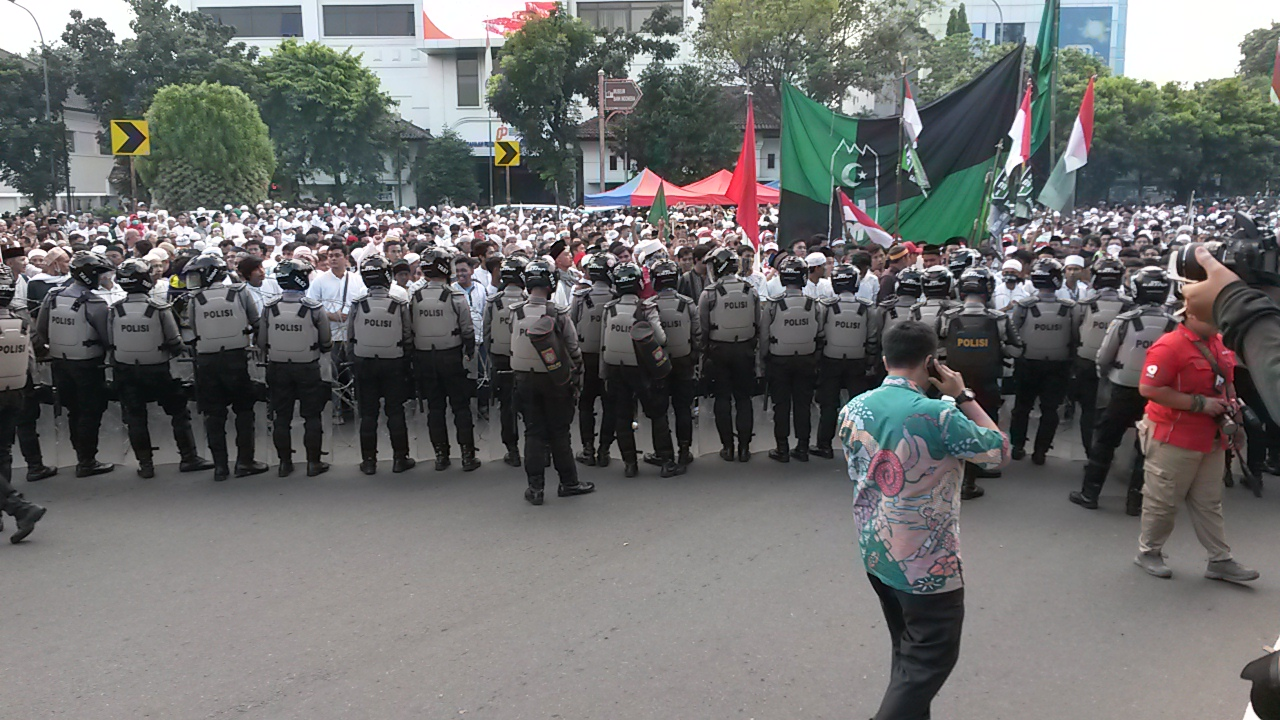
مجموعة من ضباط الشرطة الوطنية الإندونيسية في المقدمة واقفين أمام الحاضرين.

احتجاجات جاكرتا نوفمبر 2016 تُسمى أيضًا احتجاجات الدفاع عن القرآن أو احتجاجات السلام في 4 نوفمبر هو حدث تشير إلى احتجاج جماهيري إسلامي وقع في 4 نوفمبر 2016 في جاكرتا عاصمة إندونيسيا. وقد حضره ما يقدر بـ 50.000 إلى 200.000 متظاهر، استهدف الاحتجاج حاكم جاكرتا باسوكي تجاهاجا بورناما (المعروف باسمه الصيني «أهوك»)، بسبب التجديف المزعوم للقرآن والاإساءة إليه. في 30 نوفمبر نُظم احتجاج مضاد قاده مسؤولون حكوميون وناشطون اجتماعيون لدعم وحدة الأديان.

## خلفية
أصبح أهوك حاكم جاكرتا عندما تولى منصب نائب الحاكم بعد أن تولى منصبه من جوكو ويدودو الذي انتخب رئيسًا لإندونيسيا عام 2014. هو أول حاكم من أصل صيني لجاكرتا، وأول غير مسلم منذ 50 عامًا. تجعله عرقه وإيمانه المسيحي أقلية مزدوجة في إندونيسيا ذات الأغلبية المسلمة. سعى إلى أن يُنتخب حاكما لجاكرتا في انتخابات الحكام لعام 2017. عارضت بعض الجماعات الإسلامية حملته، مشيرين إلى أن هناك نصوص مقدسة تحرم توليته حاكمًا على المسلمين، لا سيما استشهادهم بالآية 51 من سورة المائدة: (يا أيها الذين آمنوا لا تتخذوا اليهود والنصارى أولياء بعضهم أولياء بعض ومن يتولهم منكم فإنه منهم إن الله لا يهدي القوم الظالمين)، والتي تفسرها المسلمين على أنها حظر على المسلمين انتخاب زعيم غير مسلم.
في 27 سبتمبر 2016 وفي خطاب أمام مواطني مقاطعة بولاو سيريبو، أشار أهوك إلى أن بعض المواطنين لن يصوتوا له لأنهم «يتم خداعهم باستخدام الآية 51 من المائدة وأشياء أخرى»، في إشارة إلى الآية التي أشارت إليها بعض الجماعات كأسباب لمعارضته. قامت حكومة مقاطعة جاكرتا بتحميل تسجيل الفيديو على موقع يوتيوب في قناة غالبًا ما تتميز بأنشطة أهوك. انتقد المواطنون والنقاد تصريح أهوك واعتبروه إهانة للقرآن. تم تحميل مقطع فيديو آخر من قبل رجل يدعى بوني ياني قام بتحرير الفيديو بطريقة غيرت معنى كلمات أهوك. يقول أهوك في الفيديو الأصلي «أيها السيدات والسادة... لقد خدعتم باستخدام سورة المائدة الآية 51 من القرآن»، بينما في النصوص المرفقة كتب بوني: «سيداتي وسادتي الناخبون المسلمون لقد خدعتم بالمائدة 51».
أصبحت مقاطع الفيديو منتشرة، وتم انتقاد أهوك في وسائل التواصل الاجتماعي مثل فيسبوك وتويتر. نشرت عريضة على موقع شانج.أورغ تنتقده حصلت على عشرات الآلاف من التوقيعات. أبلغت عدة منظمات بما في ذلك جبهة المدافعين الإسلامية وفرع محلي من مجلس العلماء الإندونيسيين عن أهوك للشرطة، متهمة إياه بانتهاك قانون إندونيسيا بشأن إساءة استخدام وإهانة الدين. اعتذر أهوك في 10 أكتوبر، لكن التقرير لم يسحب، وبدأت الشرطة في العمل على القضية.
لأن نسخة بوني ياني المحررة من الفيديو تشوه أهوك، فقد اتهم بوني بالتحريض على الكراهية الدينية والعرقية على وسائل التواصل الاجتماعي بموجب المادة 28 من قانون المعلومات والمعاملات الإلكترونية، الذي يعاقب عليه بالسجن لمدة أقصاها ست سنوات، وبهذا صرح المتحدث باسم شرطة جاكرتا. علق أوي سيتيونو قائلاً: «لقد وجدنا أدلة كافية لبناء قضية وتسمية مشتبه فيه». نفى بوني التهمة قائلاً إنه حذف بعض اللقطات فقط قبل تحميلها، على الرغم من أنه اعترف بارتكاب أخطاء في تدوين الخطاب.

## مقدمة الاحتجاج
رداً على خطاب أهوك والتأخيرات المزعومة في قضية الشرطة ضده، خططت العديد من المنظمات الإسلامية بما في ذلك قائد الجبهة الدفاعية الإسلامية محمد رزق شهاب للاحتجاج الجماعي. أكبر منظمتين إسلاميتين في إندونيسيا نهضة العلماء والمحمدية لم تشجعا أعضاءها على حضور الاحتجاج، لكن دعوتهما لم تصل إلى حد منع الأعضاء من حضور الاحتجاج. دعت النشرات الخاصة بالعمل إلى إعداد الحاضرين للبقاء بين عشية وضحاها. نشرت الشرطة الإندونيسية 7.000 فرد تحسبًا للاحتجاجات. كما تم تعزيز الأمن في الحي الصيني والكنائس المسيحية بجاكرتا. في 3 نوفمبر قبل يوم واحد من الاحتجاجات، منعت الحكومة الإندونيسية الوصول إلى أحد عشر موقعًا إلكترونيًا مرتبطًا بالتخطيط للاحتجاجات، بتهمة نشر المشاعر البغيضة.

## الاحتجاج
بدأت الاحتجاجات ظهرا بمسيرة من مسجد الاستقلال إلى القصر الرئاسي. كانت المسيرة في الغالب غير عنيفة ومنظمة. تراوحت تقديرات الحضور من 50.000 إلى 200.000. حضر الاحتجاج رئيس البرلمان السابق أمين رايس، ونواب رئيس البرلمان فهري حمزة وفضللي زون، والزعيم الإسلامي بختيار ناصر، وزعيم الجبهة الدفاعية محمد رزق شهاب، وكذلك المشاهير أحمد ضاني ورحمة إيراما. بعد حلول الليل وبعد الوقت المخصص للاحتجاج، أثارت مجموعات من المتظاهرين العنيفين أعمال شغب واشتبكت مع الشرطة، وأشعلت النار في بعض المركبات. توفي رجل مسن في أعمال الشغب، وأصيب ما لا يقل عن 160 متظاهرًا و79 ضابط شرطة. بدأ موقع المظاهرة بالهدوء حوالي الساعة 9 مساءً بالتوقيت المحلي.

## ما بعد الاحتجاج
نائب الرئيس محمد يوسف كالا الذي التقى بممثلي الاحتجاج، وعد بإتمام التحقيق في غضون أسبوعين. في منتصف ليل 5 نوفمبر عقد الرئيس جوكو ويدودو مؤتمرا صحفيًا حول الاحتجاجات وكرر التزامه باتخاذ إجراءات قانونية ضد أهوك.
في 2 ديسمبر تم عقد مسيرة أخرى في وسط جاكرتا، حضرها ما يقدر بنحو 200.000-500.000 شخص. بدأت المسيرة باحتجاج غير عنيف حول وسط جاكرتا، وبلغت ذروتها في صلاة جماعية ضخمة يوم الجمعة في ساحة ميرديكا المحيطة بالنصب التذكاري الوطني.

### الاحتجاجات المضادة
في 30 نوفمبر نظم العديد من المسؤولين والنشطاء المسلمين احتجاجات مضادة، إلى جانب أعضاء من طوائف دينية أخرى. قام قائد القوات المسلحة الوطنية الإندونيسية جاتوت نورمانتيو، ووزير الشؤون الاجتماعية خوفيفة إندار باروانسا، ورئيس الشرطة الوطنية الإندونيسية تيتو كارنافيان والناشط الإسلامي ييني وحيد بمسيرة لدعم وحدة الأديان كموازنة للاحتجاجات في 4 ديسمبر.
في 4 ديسمبر 2016 بعد تنظيم مسيرة غير عنيفة في النصب التذكاري الوطني، نظمت مسيرة احتجاجية مضادة من قبل المسؤولين المسلمين والمسؤولين الحكوميين. حضر الاحتجاج الذي أطلق عليه اسم «نحن موكب واحد» أو «موكب بهينكا تونغغال إيكا» («موكب الوحدة في التنوع») ما يقدر بنحو 1.000 شخص.